# Amos Sawyer
Amos Sawyer, född 15 juni 1945 i Sinoe County, Liberia, död 16 februari 2022 i Baltimore, Maryland, USA, var Liberias interimspresident från 22 november 1990 till 7 mars 1994, efter att Liberia blivit enat efter inbördeskriget.